# زمانی که محتاج باشیم
«زمانی که محتاج باشیم» (انگلیسی: When We Are in Need) هشتمین قسمت از فصل اول مجموعه درام پسا-آخرالزمانی آمریکایی آخرین بازمانده از ما است. این قسمت که توسط کریگ مازن، یکی از سازندگان این مجموعه، نوشته و توسط علی عباسی کارگردانی شده است، در ۵ مارس ۲۰۲۳ از شبکه اچ‌بی‌او پخش شد. در این قسمت، الی (بلا رمزی) تلاش می‌کند تا از جوئل (پدرو پاسکال) محافظت کند. او با گروهی از بازماندگان به رهبری یک کشیش به نام دیوید (اسکات شپرد) روبه‌رو می‌شود که قصد انتقام از جوئل را دارد و به الی علاقه‌مند می‌شود.
این قسمت در فوریه ۲۰۲۲ در آلبرتا فیلم‌برداری شد. تروی بیکر، که شخصیت جوئل را در بازی‌های ویدئویی که این مجموعه بر اساس آن‌ها ساخته شده، ایفا کرده بود، در نقش جیمز به عنوان مهمان حضور پیدا کرد. مازن و نیل دراکمن، سازندگان این مجموعه، حضور او را به دلیل نزدیکی‌اش به بازی‌ها مهم دانستند. این قسمت نقدهای مثبتی دریافت کرد و از کارگردانی، فیلم‌برداری و بازیگری رمزی و شپرد تمجید شد، اگرچه برخی منتقدان روند داستانی آن را شتاب‌زده ارزیابی کردند. این قسمت در روز اول پخش خود توسط ۸٫۱ میلیون بیننده تماشا شد. رمزی برای ایفای نقش در این قسمت، نامزد جایزه بهترین بازیگر نقش اول زن در مجموعه تلویزیونی درام در هفتاد و پنجمین مراسم جوایز امی ساعات پربیننده شد.